# Paul Toungui

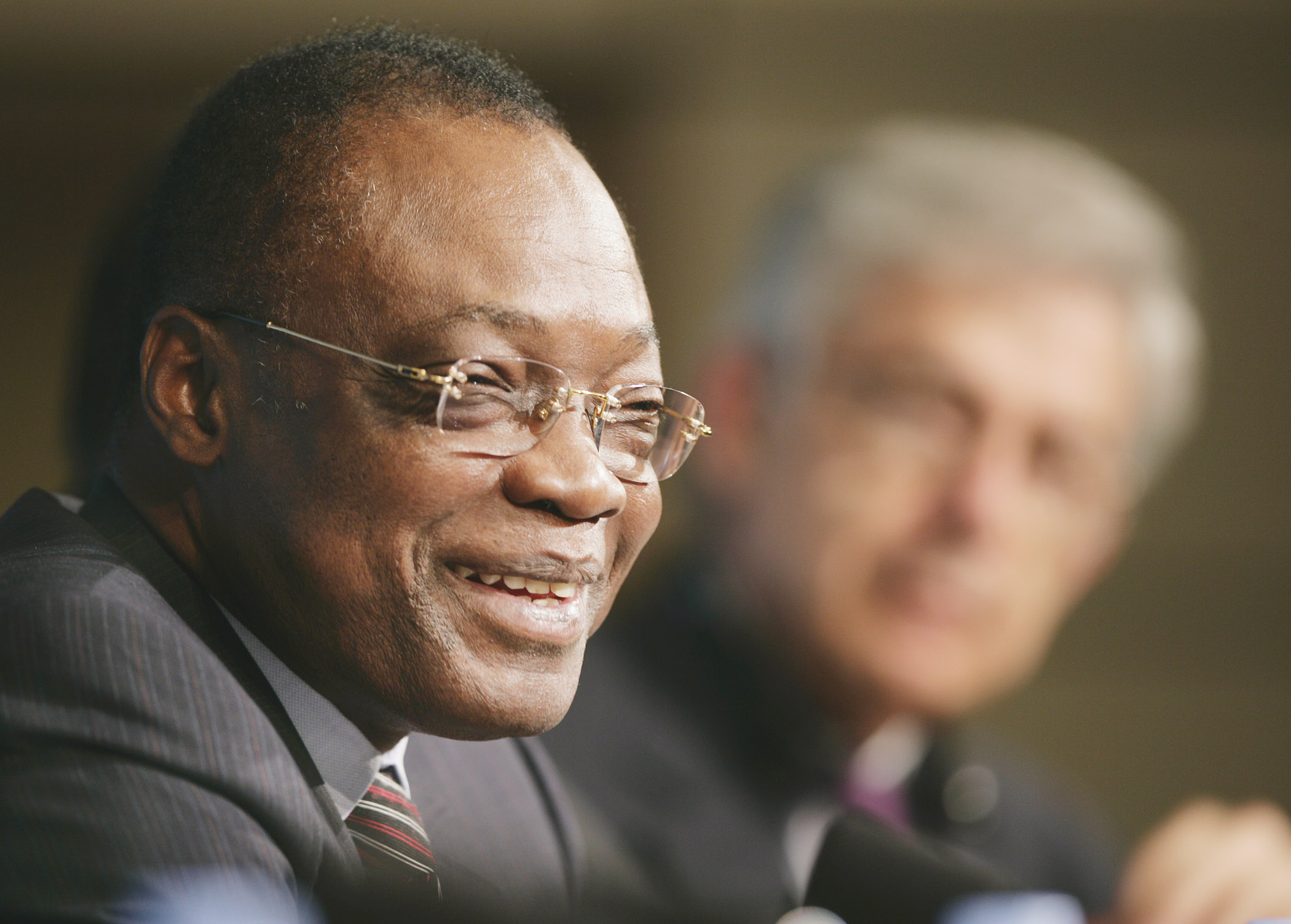
Paul Toungui beim Frühlingstreffen des IWF 2005

Paul Toungui (* 7. September 1950 in Okondja, Provinz Haut-Ogooué) ist ein Politiker aus Gabun.

## Biografie
Nach dem Schulbesuch absolvierte er ein Studium der Mathematik, das er mit einem akademischen Grad in Frankreich abschloss. In seiner anschließenden beruflichen Laufbahn stieg er 1983 zum Generaldirektor des Instituts für Wirtschaft und Finanzen auf und hatte dieses Amt bis 1990 inne.
Seine politische Laufbahn begann er 1990, als er als Kandidat der bisherigen Einheitspartei Parti Démocratique Gabonais (PDG) von Präsident Omar Bongo zum Abgeordneten der Nationalversammlung gewählt wurde. Kurz darauf wurde er im Mai 1990 zum Minister für Finanzen und Haushalt im Kabinett von Premierminister Casimir Oyé-Mba ernannt. Im Rahmen einer Kabinettsumbildung wurde er im März 1994 Minister für Bergbau, Energie und Öl und übte dieses Amt auch in den Kabinetten von Oyé-Mbas Nachfolgern Paulin Obame Nguema und Jean-François Ntoutoume Emane bis Januar 2002 aus. Im Januar 1999 übernahm er zusätzlich den Bereich Wasserressourcen und erhielt im Januar 2001 den Titel eines Staatsministers. Bei den Parlamentswahlen von 1996 und 2001 wurde er als Kandidat der PDG wieder zum Abgeordneten der Nationalversammlung gewählt.
Im Rahmen einer Kabinettsumbildung berief ihn Premierminister Emane am 27. Januar 2002 zum Staatsminister für Wirtschaft, Finanzen, Haushalt und Privatisierung. Bei der Parlamentswahl von 2006 wurde er als Vertreter des Wahlkreises Okondja wieder zum Abgeordneten der Nationalversammlung gewählt. Als Finanzminister war er zuletzt auch Vorsitzender einer Gruppe von 24 Entwicklungsländer (G24), die mehr Mitspracherechte beim Internationalen Währungsfonds (IWF) und der Weltbank forderte.
Am 7. Oktober 2008 ernannte ihn Emanes Nachfolger als Premierminister Jean Eyeghe Ndong zum Staatsminister für Auswärtige Angelegenheiten, Kooperation, Frankophonie und Regionale Integration in dessen Kabinett und damit zum Nachfolger der erst im Februar 2008 zur Außenministerin ernannten Laure Olga Gondjout, die wieder in ihr bisheriges Amt als Ministerin für Kommunikation, Post, Telekommunikation und Neue Informationstechnologien zurückkehrte. Am 28. Februar 2012 wurde er von Emmanuel Issoze-Ngondet abgelöst.
Toungui ist seit 1995 mit der früheren Außenministerin Pascaline Mferri Bongo, der Tochter des mittlerweile verstorbenen Präsidenten Omar Bongo, verheiratet. Aufgrund der engen familiären Beziehungen zur Familie Bongo wurde er zeitweise auch als Nachfolger von Omar Bongo genannt. Allerdings wurde wie zuvor vermutet Bongos Sohn Ali-Ben Bongo Ondimba zum Nachfolger als Präsident gewählt.